# Список головних тренерів збірної Нідерландів з футболу
«Збірна Нідерландів з футболу» (нід. Nederlands voetbalelftal) — національна збірна команда, що представляє королівство Нідерланди на міжнародних змаганнях з футболу. Підпорядковується Футбольній федерації Нідерландів (нід. Koninklijke Nederlandse Voetbalbond). Збірна брала участь у десяти чемпіонатах світу з футболу, тричі виступаючи у фіналі (у 1974, 1978 та 2010 років). Також виступали на дев'яти чемпіонатах Європи, отримавши перемогу в 1988 році. Тричі здобували бронзову медаль на Олімпійських іграх в 1908, 1912 та 1920 роках.
Перший офіційний міжнародний матч, під керівництвом Кеса ван Гасселта, збірна Нідерландів провела 30 квітня 1905 року проти Бельгії. Після 90 хвилин гри рахунок був 1–1. Відбувся додатковий час, під час якого Едді де Неве забив тричі, зробивши рахунок 4–1 на користь збірної  Нідерландів.
Першим тренером клубу був Кес ван Гасселт. За всю історію клубу його очолювали 49 тренерів, з яких семеро як замінюючі тренери, а четверо — виконуючі обов'язки головних тренерів. Чинним тренером з 4 серпня 2021 року став Луї Ван Гал.
Найбільшу кількість матчів (87) збірна провела під керівництвом англійського фахівця Боба Гленденнінга, який очолював збірну з 1925 по 1940 рік. Рекордсменом за кількістю перемог є Луї ван Гал, під його керівництвом збірна Нідерландів здобула 40 перемог (з 63 матчів).
Нижче наведений список головних тренерів збірної Нідерландів з футболу, їх статистика та досягнення у збірній.

## Список тренерів
Інформація відредагована станом на 01 березня 2023 року. В статистику включені лише офіційні матчі на внутрішній та міжнародній аренах.
| М | кількість зіграних матчів | В | кількість виграних матчів | П | кількість програних матчів | Н | кількість нічіїх |

| Фото | Тренер                 | Громадянство | Початок роботи    | Закінчення роботи | М  | В  | Н  | П  | % В  | Досягнення                                     | Прим.         |
| ---- | ---------------------- | ------------ | ----------------- | ----------------- | -- | -- | -- | -- | ---- | ---------------------------------------------- | ------------- |
|      | Кес ван Гасселт        | Нідерланди   | 30 квітня 1905    | 10 травня 1908    | 11 | 6  | 0  | 5  | 54.5 |                                                | [ 3 ]         |
|      | Едгар Чедвік           | Англія       | 22 жовтня 1908    | 15 листопада 1913 | 25 | 15 | 2  | 8  | 60.0 | Олімпійські ігри: бронзовий призер: 1908, 1912 | [ 4 ]         |
|      | Джиммі Гоган           | Англія       | 16 жовтня 1910    | 16 жовтня 1910    | 1  | 1  | 0  | 0  | 100  |                                                | [ 5 ]         |
|      | Фредерік Ворбертон     | Англія       | 17 листопада 1912 | 17 листопада 1912 | 1  | 1  | 0  | 0  | 100  |                                                | [ 6 ]         |
|      | Том Бредшоу            | Англія       | 20 квітня 1913    | 20 квітня 1913    | 1  | 0  | 0  | 1  | 0    |                                                | [ 7 ]         |
|      | Біллі Гантер           | Шотландія    | 15 березня 1914   | 17 травня 1914    | 4  | 2  | 1  | 1  | 50.0 |                                                | [ 8 ]         |
|      | Джек Рейнольдс         | Англія       | березень 1949     | 1949              | 1  | 1  | 0  | 0  | 100  |                                                | [ 9 ]         |
|      | Фредерік Ворбертон     | Англія       | 24 серпня 1919    | 10 травня 1923    | 20 | 7  | 6  | 7  | 35.0 |                                                | [ 6 ]         |
|      | Гаррі Вейтс            | Англія       | 12 червня 1921    | 12 червня 1921    | 1  | 0  | 1  | 0  | 0    |                                                | [ 10 ]        |
|      | Боб Гленденнінг        | Англія       | 25 листопада 1923 | 25 листопада 1923 | 1  | 1  | 0  | 0  | 100  |                                                | [ 11 ]        |
|      | Вільям Таунлі          | Англія       | 23 березня 1924   | 9 червня 1924     | 7  | 1  | 3  | 3  | 14.2 |                                                | [ 12 ]        |
|      | Джон Едвард Боллінгтон | Англія       | 2 листопада 1924  | 2 листопада 1924  | 1  | 1  | 0  | 0  | 100  |                                                | [ 13 ]        |
|      | Боб Гленденнінг        | Англія       | 15 березня 1925   | 21 квітня 1940    | 86 | 35 | 15 | 36 | 40.6 |                                                | [ 11 ]        |
|      | Карел Кауфман          | Нідерланди   | 10 березня 1946   | 27 листопада 1946 | 4  | 2  | 1  | 1  | 50.0 |                                                | [ 14 ]        |
|      | Джесс Карвер           | Англія       | 7 квітня 1947     | 31 липня 1948     | 10 | 6  | 2  | 2  | 60.0 |                                                | [ 15 ]        |
|      | Том Снеддон            | Шотландія    | 21 листопада 1948 | 21 листопада 1948 | 1  | 0  | 1  | 0  | 0    |                                                | [ 16 ]        |
|      | Карел Кауфман          | Нідерланди   | 10 березня 1949   | 27 листопада 1949 | 4  | 2  | 1  | 1  | 50.0 |                                                | [ 14 ]        |
|      | Яп ван дер Лек         | Нідерланди   | 12 червня 1949    | 30 травня 1954    | 29 | 5  | 3  | 21 | 17.2 |                                                | [ 17 ]        |
|      | Карел Кауфман          | Нідерланди   | 24 жовтня 1954    | 24 жовтня 1954    | 1  | 0  | 0  | 1  | 0    |                                                | [ 14 ]        |
|      | Фрідріх Доненфельд     | Австрія      | 13 березня 1955   | 13 березня 1955   | 1  | 0  | 1  | 0  | 0    |                                                | [ 18 ]        |
|      | Макс Меркель           | Австрія      | 3 квітня 1955     | 6 червня 1956     | 10 | 7  | 1  | 2  | 70.0 |                                                | [ 19 ]        |
|      | Гайнріх Мюллер         | Австрія      | 15 вересня 1956   | 15 вересня 1956   | 1  | 1  | 0  | 0  | 100  |                                                | [ 20 ]        |
|      | Фрідріх Доненфельд     | Австрія      | 14 жовтня 1956    | 4 листопада 1956  | 2  | 1  | 1  | 0  | 50.0 |                                                | [ 18 ]        |
|      | Джордж Гардвік         | Англія       | 30 січня 1957     | 26 травня 1957    | 5  | 1  | 1  | 3  | 20.0 |                                                | [ 21 ]        |
|      | Елек Шварц             | Румунія      | червень 1989      | 1994              | 49 | 19 | 12 | 18 | 63.1 |                                                | [ 22 ]        |
|      | Деніс Невілл           | Англія       | 30 вересня 1964   | 14 листопада 1965 | 8  | 2  | 3  | 3  | 25.0 |                                                | [ 23 ]        |
|      | Георг Кесслер          | Німеччина    | 23 березня 1966   | 28 січня 1970     | 28 | 10 | 6  | 12 | 35.7 |                                                | [ 24 ]        |
|      | Франтишек Фаргонц      | Чехія        | 11 жовтня 1970    | 18 листопада 1973 | 20 | 13 | 4  | 3  | 65.0 |                                                | [ 25 ]        |
|      | Рінус Міхелс           | Нідерланди   | 27 березня 1974   | 7 липня 1974      | 10 | 6  | 3  | 1  | 60.0 | Чемпіонат світу: срібний призер 1974           | [ 26 ]        |
|      | Георг Кнобел           | Нідерланди   | 4 вересня 1974    | 19 червня 1976    | 15 | 9  | 1  | 5  | 60.0 | Чемпіонат Європи: бронзовий призер 1976        | [ 27 ]        |
|      | Ян Зварткрейс          | Нідерланди   | 8 вересня 1976    | 26 травня 1976    | 4  | 3  | 1  | 0  | 75   |                                                | [ 28 ]        |
|      | Ернст Гаппель          | Австрія      | 31 серпня 1977    | 25 червня 1978    | 12 | 8  | 2  | 2  | 66.6 | Чемпіонат світу: срібний призер 1978           | [ 29 ]        |
|      | Ян Зварткрейс          | Нідерланди   | 20 вересня 1978   | 6 січня 1981      | 22 | 8  | 5  | 9  | 36.3 |                                                | [ 28 ]        |
|      | Роберт Бан             | Нідерланди   | 22 лютого 1981    | 22 лютого 1981    | 1  | 1  | 0  | 0  | 100  |                                                | [ 30 ]        |
|      | Кес Рейверс            | Нідерланди   | 25 березня 1981   | 17 жовтня 1984    | 21 | 10 | 3  | 8  | 47.6 |                                                | [ 31 ]        |
|      | Роберт Бан             | Нідерланди   | 29 квітня 1981    | 29 квітня 1981    | 1  | 1  | 0  | 0  | 100  |                                                | [ 30 ]        |
|      | Рінус Міхелс           | Нідерланди   | 14 листопада 1984 | 23 грудня 1984    | 2  | 1  | 0  | 1  | 50.0 |                                                | [ 26 ]        |
|      | Лео Бенгаккер          | Нідерланди   | 27 лютого 1985    | 20 листопада 1985 | 6  | 4  | 1  | 1  | 66.6 |                                                | [ 32 ]        |
|      | Рінус Міхелс           | Нідерланди   | 29 квітня 1986    | 25 січня 1988     | 22 | 12 | 6  | 4  | 54.5 | Чемпіонат Європи: переможець 1988              | [ 26 ]        |
|      | Тейс Лібрегтс          | Нідерланди   | 14 вересня 1988   | 20 грудня 1989    | 11 | 6  | 3  | 2  | 54.5 |                                                | [ 33 ]        |
|      | Арнольд де Рюйтер      | Нідерланди   | 21 лютого 1990    | 28 березня 1990   | 2  | 0  | 1  | 1  | 0    |                                                | [ 34 ]        |
|      | Лео Бенгаккер          | Нідерланди   | 30 травня 1990    | 24 червня 1990    | 6  | 1  | 3  | 2  | 16.6 |                                                | [ 32 ]        |
|      | Рінус Міхелс           | Нідерланди   | 26 вересня 1990   | 22 червня 1992    | 19 | 11 | 4  | 4  | 57.8 | Чемпіонат Європи: бронзовий призер 1992        | [ 26 ]        |
|      | Дік Адвокат            | Нідерланди   | 9 вересня 1992    | 14 грудня 1994    | 26 | 15 | 6  | 5  | 57.6 |                                                | [ 35 ]        |
|      | Гус Гіддінк            | Нідерланди   | 18 січня 1995     | 7 липня 1998      | 36 | 21 | 6  | 9  | 58.3 |                                                | [ 36 ]        |
|      | Франк Райкард          | Нідерланди   | 4 липня 1998      | 29 червня 2000    | 24 | 9  | 11 | 4  | 37.5 | Чемпіонат Європи: бронзовий призер 2000        | [ 37 ]        |
|      | Луї ван Гал            | Нідерланди   | 2 вересня 2000    | 10 листопада 2001 | 14 | 8  | 4  | 2  | 57.1 |                                                | [ 38 ]        |
|      | Дік Адвокат            | Нідерланди   | 13 лютого 2002    | 30 січня 2004     | 29 | 17 | 6  | 6  | 58.6 | Чемпіонат Європи: бронзовий призер 2004        | [ 35 ]        |
|      | Марко ван Бастен       | Нідерланди   | 18 серпня 2004    | 21 червня 2008    | 52 | 35 | 11 | 6  | 67.3 |                                                | [ 39 ]        |
|      | Берт ван Марвейк       | Нідерланди   | 20 серпня 2008    | 17 січня 2012     | 52 | 34 | 10 | 8  | 65.3 | Чемпіонат світу: срібний призер 2010           | [ 40 ]        |
|      | Луї ван Гал            | Нідерланди   | 15 серпня 2012    | 14 липня 2014     | 29 | 19 | 7  | 3  | 65.5 | Чемпіонат світу: бронзовий призер 2014         | [ 38 ]        |
|      | Гус Гіддінк            | Нідерланди   | 4 вересня 2014    | 12 червня 2015    | 10 | 4  | 1  | 5  | 40.0 |                                                | [ 36 ]        |
|      | Данні Блінд            | Нідерланди   | 3 вересня 2015    | 25 березня 2017   | 17 | 7  | 3  | 7  | 41.1 |                                                | [ 41 ]        |
|      | Фред Грім              | Нідерланди   | 28 березня 2017   | 4 червня 2017     | 3  | 2  | 0  | 1  | 66.6 |                                                | [ 42 ]        |
|      | Дік Адвокат            | Нідерланди   | 9 червня 2017     | 14 листопада 2017 | 7  | 6  | 0  | 1  | 85.7 |                                                | [ 35 ]        |
|      | Роналд Куман           | Нідерланди   | 23 березня 2018   | 19 листопада 2019 | 20 | 11 | 5  | 4  | 55.0 | Ліга націй УЄФА: срібний призер 2019           | [ 43 ]        |
|      | Двайт Лодевегес        | Нідерланди   | 4 вересня 2020    | 7 вересня 2020    | 2  | 1  | 0  | 1  | 50.0 |                                                | [ 44 ]        |
|      | Франк де Бур           | Нідерланди   | 11 жовтня 2020    | 29 серпня 2021    | 15 | 8  | 4  | 3  | 53.3 | Чемпіонат Європи: 2020 (1/8 фіналу)            | [ 45 ]        |
|      | Луї Ван Гал            | Нідерланди   | 4 серпня 2021     | 9 грудня 2022     | 20 | 14 | 5  | 1  | 70.0 | Чемпіонат світу: 2022 (1/4 фіналу)             | [ 46 ] [ 47 ] |
|      | Роналд Куман           | Нідерланди   | 1 січня 2023      |                   |    |    |    |    |      |                                                | [ 48 ]        |